# Jonah Bolden
Jonah Anthony Bolden (Melbourne, 2 gennaio 1996) è un cestista australiano.

## Carriera
È stato selezionato dai Philadelphia 76ers al secondo giro del Draft NBA 2017 (36ª scelta assoluta).

## Palmarès

### Squadra
- Campionato israeliano: 1

Maccabi Tel Aviv: 2017-18
- Coppa di Lega israeliana: 1

Maccabi Tel Aviv: 2017

### Individuale
- Miglior prospetto della Lega Adriatica: 1

FMP Belgrado: 2016-17